# Marius Besson
Pour les articles homonymes, voir Besson.
Marius Besson, né le 28 juin 1876 à Turin et mort le 24 février 1945 à Fribourg, est un prélat catholique suisse, évêque de Lausanne, Genève et Fribourg de 1920 à sa mort.

## Biographie
Originaire de Chapelle-sur-Moudon (canton de Vaud), Marius Besson suit des études de philosophie et de théologie avant d'être ordonné prêtre à Fribourg (1899) et d'obtenir sa licence en 1900. Il poursuit ses études en Italie entre 1900 et 1903, puis, après un doctorat en archéologie chrétienne (1905), est nommé professeur d’histoire de l’Église et de patristique au Grand Séminaire (1907-1916) et professeur extraordinaire d’histoire générale du Moyen Âge (1908-1920) à l'Université de Fribourg.
Il organise la paroisse du St-Rédempteur à Lausanne (dès 1912) dont il sera le curé en 1916. En 1919, il est nommé directeur du Grand Séminaire de Fribourg, puis succède à Placide Colliard comme évêque du diocèse de Lausanne et Genève (15 mai 1920) et de Lausanne, Genève et Fribourg (dès 1924).
Il soutient l'Action catholique et le Mouvement chrétien-social, protège activement les organisations catholiques établies à Fribourg et favorise de nombreuses œuvres missionnaires. Président de Catholica Unio, il organise l'aide aux chrétiens de rite oriental et devient le consulteur de la Congrégation pontificale pour les églises orientales (1933). Conservateur, il participe toutefois à l'intégration des catholiques dans l'État fédéral et à la paix entre les confessions. Après la Seconde Guerre mondiale, Marius Besson réactive la Mission catholique pour les prisonniers de guerre et apporte son soutien à un certain nombre de réfugiés, ainsi qu'à des victimes de persécutions raciales.
Membre de la Commission fédérale d'archéologie, il est expert scientifique lors des fouilles de la cathédrale de Lausanne. Coéditeur de la Revue d'histoire ecclésiastique suisse et cofondateur de la revue Charlemagne, il est également à l'origine de la publication hebdomadaire catholique L'Écho vaudois dont il est le rédacteur de 1910 à 1919. Ses nombreuses activités et publications éditoriales le font connaître dans plusieurs milieux scientifiques. Il fonde L'Écho illustré, devenu Écho magazine, en 1930. 

## Ouvrages et distinctions
- 1933 : Après quatre cents ans, Genève, Librairie Jacquemoud, 1933Prix Juteau-Duvigneaux de l’Académie française en 1934
- 1937 : L'Église et l'imprimerie dans les anciens diocèses de Lausanne et de Genève jusqu'en 1525, Genève, H. Trono, 1937Prix de la langue-française de l’Académie française en 1939[3]

## Sources
- « Marius Besson », sur la base de données des personnalités vaudoises sur la plateforme « Patrinum » de la Bibliothèque cantonale et universitaire de Lausanne.
- Victor Conzemius, « Marius Besson » dans le Dictionnaire historique de la Suisse en ligne.
- photographie F. De Jongh, Lausanne Patrie suisse, (A. B.) 1920, no 696, p. 121-123